# Rudolf Gergely
Rudolf Gergely (Nyíregyháza, 1985. március 9. –) magyar válogatott labdarúgó, csatár.
A magyar válogatottnak 2008 és 2014 között volt a tagja, huszonnyolc találkozón tíz alkalommal volt eredményes címeres mezben. Kétszeres magyar bajnok, kétszeres Magyar Kupa-győztes, valamint egyszeres Ligakupa győztes a Debrecen csapatával. 2009-ben a Bajnokok Ligájában szerepelt a Debrecennel, ahol végül a csoportkörben estek ki. Külföldön megfordult a francia AS Nancy, az olasz Genoa és AS Bari, valamint a görög Panathinaikósz csapatában is.

## Pályafutása

### Kezdetek
Szülővárosában, Nyíregyházán, az NYVSC sportiskolájában kezdődött a pályafutása, ami néhány éven belül nagy fordulatot vett. Egy válogatás keretében éppen Nyíregyházán a legtöbb gólt rúgva bizonyította tehetségét, amire egy magyar menedzser is felfigyelt. Mivel a Nancy akkori vezetőedzőjével, a sokszoros román válogatott, Bölöni Lászlóval is baráti kapcsolatban állt a menedzser, a 14 éves fiút beajánlotta az akkor másodosztályú francia klubnak.
Pályafutását védőként kezdte, majd a középpályán átverekedve magát lett támadó.

### Nancy
Franciaország második legjobb utánpótlás-akadémiájára került, ahol a focin kívül egy évig csak a nyelvtanulással kellett törődnie. A városszéli létesítményben minden egy helyen volt: az iskola, a pályák és az edzőközpont. Ideális feltételek között készülhetett, de a váltás miatt az első évben még nem ment úgy a játék, ahogy szerette volna. A következő viszont kitűnően sikerült, a csapat gólkirálya lett, 28 találatával korosztályában, harmadik egész Franciaországban.
Később a junior csapatban is a legjobb góllövőnek bizonyult, de a sikereket nem adták könnyen. Csapattársai elsősorban az egykori francia gyarmatokról érkeztek, és fizikálisan az első esztendőkben erősebbek voltak. Kemény rivalizálás folyt a csapaton belül, így fordulhatott elő, hogy az egyikőjük azért rúgta le egy edzésen a Rudi becenevű labdarúgót, hogy társa játszhasson a helyén. Később az élvonalba felkerült felnőttgárdába is beverekedte magát.
A profik között az első éve elég jól sikerült, hiszen 14 mérkőzésen játszott. Gólt ugyan nem tudott szerezni, de egy alkalommal a Lyon kapusának, Cuopetnak minden tudására szüksége volt, hogy Rudolf lövését hárítsa. Később megsérült, edzője a felépülése után sem számított rá, így elérkezett a válás ideje – ez közös megegyezéssel történt. Fiatal korától Franciaországban edződött, ám számára az  volt a fontos, hogy játszhasson, ezért akart mindenképpen eljönni a Nancytól.

### Debrecen
2007 nyarán, az akkori háromszoros bajnokcsapat, a Debrecen hívta. Rudolf a 2007/2008-as szezon előtt került Debrecenbe. A támadóval négyéves szerződést kötött a DVSC csapata. Az is közre játszott a hazatérésében, hogy így a családjához is közel maradhat.
Az első szezonja a beilleszkedéssel telt. Egy erősen átalakuló Debrecenbe kellett helyet szorítani magának. Mivel a Debrecen az első helyen végzett az előző évi bajnokságban, szerepelhetett az Bajnokok Ligája selejtezőiben. A második selejtezőkörben kapcsolódtak be, és a svéd Elfsborg ellen játszottak. Rudolf a 74. percben állt be az első mérkőzésen, míg a visszavágón az 55. percben kapcsolódott be a játékba. Csapatával kiesett. A bajnokságban, a beilleszkedés a vártnál nehezebben sikerült, ezt a 17 meccsen szerzett 2 gól is alátámasztja. Első mérkőzését, 2007. július 27-én játszotta, a Győri ETO ellen. Következő mérkőzésén meg is szerezte az első élvonalbeli, és egyben debreceni gólját is, a Siófoknak, augusztus 3-án. Később betalált még az MTK Budapestnek is. Végül a szezont magyar bajnoki ezüstéremmel, kupagyőztesként, szuperkupa és ligakupa ezüstérmesként zárta. A csapat a második hely miatt, elindulhatott az UEFA-kupa selejtezőjében. Az első fordulóban a kazah Sahter Karagandi elleni odavágó mérkőzésen, a 84. percig a pályán volt, a visszavágót pedig végigjátszotta. Mindkét mérkőzésen ő szerezte csapata egyetlen gólját, így nagyban neki volt köszönhető a továbbjutás. A második fordulóban a svájci BSC Young Boys ellen kellett bizonyítaniuk. Az első meccsen hiába szerzett Rudolf vezetést tizenegyesből a csapatának, így is sima 4–1-es vereséget szenvedtek idegenben. A visszavágón nem játszott, csapata végül oda-vissza verve lett, és kiestek.

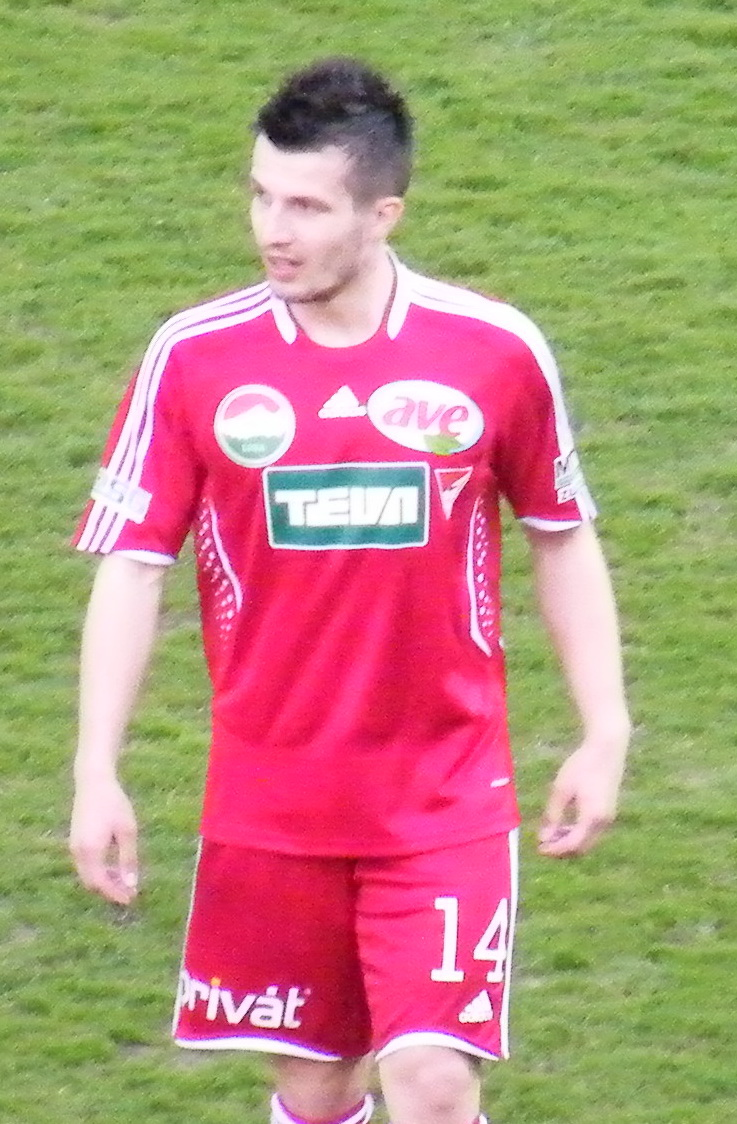
Rudolf egy ZTE elleni bajnokin, 2010-ben

A 2008-09-es szezonban már jobban ment neki. Ezt jelzi az is, hogy a góllövőlista második helyén végzett, és csapata házi gólkirálya lett 16 góllal. Nyolc gólt szerzett az őszi, és a tavaszi idényben is egyaránt. Ezt a gólmennyiséget 26 találkozón érte el. Ebben az idényben bajnok lett a Lokival és Szuperkupát nyert. Később a HLSZ szavazásán elnyerte a Magyarországon játszó legjobb magyar mezőnyjátékos címet a játékostársak szavazatai alapján.
A 2009–10-es szezonban a Bajnokok ligája selejtezőiben a Debrecennel kivívta a csoportkörbe jutást. A hat selejtező mérkőzésből mindegyiken pályára lépett és egy gólt rúgott, a Levszki Szofijának, hazai pályán. Az első BL-meccset sérülés miatt ki kellett hagynia Liverpoolban. A második meccsen már játszhatott és a második félidőre állt be csereként a Lyon ellen, de már ő sem tudott segíteni csapatán. A következő fordulóban a Fiorentina elleni hazai meccsen az ő góljával szépített a Loki 3–2-re de végül itt is vereség lett a vége. Az idegenbeli meccsen megint gólt lőtt, ezúttal egyenlített de csapata megint kikapott. A Liverpool ellen kezdőként lépett pályára és végig játszotta a mérkőzést, de kikapott csapatával. Az utolsó meccsen, a Lyon ellen idegenben, nem játszott. Rudolf három góllal fejezte be a BL-sorozatot, ezzel megnyerte a csapata házi góllövőlistáját.
A BL mérkőzések és sérülések miatt a bajnokságban, csak hét bajnoki mérkőzést tudott játszani az őszi szezonban és ezeken a találkozókon összesen négy gólt rúgott. Kettőt a Nyíregyházának rúgott, a 6. fordulóban. Következő gólját Újpestnek lőtte tizenegyesből, a tizenharmadik fordulóban. Az utolsó őszi gólját a Honvédnak lőtte, amivel csapata megnyerte a mérkőzést. Ez volt a bajnokság őszi felének, zárómérkőzése a DVSC számára. Az első tavaszi körben, a Diósgyőr ellen meglőtte ötödik gólját is. A következő meccsen, a Pápa ellen is betalált. Március 27-én, a Zalaegerszeg ellen, a csapatával egymás után nyolc megnyert mérkőzés után kaptak ki újra, így visszaestek a bajnokság második helyére, a Videoton mögé. Ezután egy kisebb sérülés hátráltatta Rudolfot, aki csak április végén tudott visszatérni a Kaposvár ellen. A meccsen gólt rúgott, ám újra megsérült, és már nem léphetett pályára a tavasszal. Így összesen tizenhárom bajnokion játszott, amelyeken hét gólt ért el. A Debrecen triplázott, hiszen megnyerte először a Ligakupát, majd a bajnokságot, végül pedig a Magyar kupát is. Ez korábban még egyetlen csapatnak sem sikerült.

#### 2010. évi téli átigazolási szezon
Eleinte Rudolfot, az olasz élvonalban szereplő Fiorentinával, és a Livornóval hozták hírbe, még 2009-ben. 2010-ben januárban, elutazott Hollandiába, hogy tárgyaljon az esetleges szerződéséről, az Ajaxszal. Mivel a holland klubnak nem volt elég pénze a szerződtetésére, veszélybe került Hollandiába való igazolása.
Később, több internetes portál is úgy állította, hogy előszerződést kötött az olasz Genoa CFC csapatával. Később a hír igaznak bizonyult. Az átigazolási időszak utolsó napján döntött úgy, hogy a 2009–10-es szezon tavaszi küzdelmeit, még Magyarországon játssza, de július 1-jétől már Olaszországban folytatja. Az olasz klub kompenzációs díjat fizetett a DVSC-nek, így Rudolf ingyen játszott 2010 tavaszán. Márciusban végleg aláírta 2014-ig szóló szerződését.

### Genoa
2010. július 1-jén csatlakozik az olasz élvonalban szereplő Genoa csapatához. A bajnokságban a 2. fordulóban, szeptember 12-én debütált, a Chievo elleni meccsen a 79. percben cserélte be edzője. Rudolf első gólját az AS Roma ellen szerezte a mérkőzés 78. percében Olimpiai Stadionban 2010. október 16-án. A mérkőzést az AS Roma nyerte 2-1-re.

### A.S. Bari
2011 januárjában a Genoa fél évre kölcsönadta Rudolfot a Serie A utolsó helyén álló A.S. Barinak. Rudolf első gólját a AS Bari színeiben a Juventus FC otthonában szerezte 2011. január 16-án. Rudolf második gólját az AC Milan ellen szerezte a San Siro gyepén a mérkőzés 39. percében. Az AS Bari egészen a 82. percig vezetett Rudolf góljával, de végül Antonio Cassano góljával egyenlített az AC Milan.

### Panathinaikósz
2011 szeptemberében a Genoa a görög PAE Panathinaikósz AÓ csapatának adta kölcsön Rudolfot.

### Diósgyőri VTK
2012. szeptember 12-én Rudolf 3 éves szerződés kötött a Diósgyőrrel.
Május 25-én Rudolf megszerezte első gólját a Pécsi MFC ellen. 2013. augusztus 13-án a Diósgyőri VTK átadó listára tette, így szabadon tárgyalhatott bárkivel.

### Győri ETO
Szeptember 2-án a bajnoki címvédő Győri ETO-hoz írt alá. Első gólját szeptember 15-én szerezte az MTK Budapest FC ellen. Két idény alatt összesen 33 bajnokin 13 gólig jutott. A Questor-botrány után a győri csapat csődbe ment, és a következő szezonban csak az NB III-ban indulhatott.

### Videoton
Rudolf ezután 2015. július 23-án a Videoton FC szerződtette, azonban sokat volt sérült, mindössze hét bajnokin jutott szóhoz. 2016. március 21-én ezért a fehérváriak szerződést bontottak vele. Június 30-án hároméves szerződést kötött nevelő klubjával, a Nyíregyháza Spartacusszal.

### Nyíregyháza
A másodosztályban harminckilenc bajnoki találkozón tíz gólt szerzett, de a 2017–2018-as szezonban fél év alatt csak egyszer volt eredményes. 2018 január 6-án közös megegyezéssel felbontották a szerződését.

### Futsal
2016. május 5-én az Dunakeszi Kinizsi futsalcsapatához szerződött.

### Balmazújváros
2018. január 12-én pénteken fél plusz egy éves szerződést írt alá az NB I-ben újonc narancssárga-fehér klubhoz. A Balmaz színeiben kilenc bajnokin két gólt szerzett a tavaszi szezonban, de csapata kiesett az élvonalból. Ezt követően 2018 júliusában Rudolf bejelentette visszavonulását.

### A válogatottban
A válogatottban 2008. augusztus 20-án mutatkozott be, Montenegró válogatottja ellen. Csereként lépett pályára a 69. percben. A mérkőzésen végül 3–3-s döntetlent ért el a válogatott. Következő mérkőzését a válogatottban Dánia ellen játszotta és csereként állt be a hosszabbításban. Ezután a mérkőzések után rendszeres tagja volt a válogatottnak, de általában csak csereként jutott szóhoz. Svédországban a 70. percben állt be és a meccs hajrájában egy beadás után mellel továbbított a kapuba és ezzel megszerezte első gólját a felnőtt válogatottban. Ezzel együtt azonban vereséget szenvedett a magyar csapat. Albániában is csak „időhúzó csereként” számoltak vele, de a meccs végén így is örülhetett a győzelemnek. A csapat utolsó 2008-ban rendezett mérkőzésén is pályára lépett az Északírek ellen és remek játékkal vette ki a részét a győzelemből, de gólt nem rúgott.
2009-ben Izrael ellen a 70. percben állt be de ő sem tudott segíteni a csapatának így vereség lett a vége. Albániában végig a pályán volt de a soron következő Málta elleni meccset viszont ki kellett hagynia, így a következő mérkőzését, csak augusztus 12-én játszhatta Románia ellen. Itt szintén csereként számolt vele Erwin Koeman, de már a félidőben beállt. Nem tudott maradandót alkotni, „mindössze” egy sárga lapig futotta neki. Egy kisebb szünet után, október 14-én térhetett vissza a csapatba és rögtön kezdőként lépett pályára Dániában. A 35. percben gólpasszt adott, majd a 87. percben cserélték le. A válogatott utolsó 2009-es meccsén is pályára lépett, Belgium ellen egy félidőt játszott, majd a szünetben cserélték le. Így a második évét a válogatottnál öt mérkőzéssel a háta mögött fejezte be. Háromszor volt kezdő és egy meccset játszott végig. Gólt nem rúgott.
A magyar válogatott, első 2010-es meccsén is számolt vele a kapitány. Az ellenfél az orosz csapat volt. Rudolfot a 79. percben cserélték le, az 1–1-gyel végződő meccsen. Koeman-nal augusztusban szerződést bontott az MLSZ, de Rudolf az új kapitánynál, Egervári Sándornál is szerepet kapott a válogatottban. Az új tréner első öt meccsén mindannyiszor kezdő volt és gólokat is szerzett. Moldovában egyszer, San Marinóban két alkalommal talált a kapuba.
2011-ben legjobb meccsét Svédország ellen játszotta, amelyet az is bizonyít, hogy Puhl Sándor és Nyilasi Tibor (a Sport TV szakkommentátoraiként) a 2011. szeptember 2-án lejátszott meccs legjobbjának választotta. A csatár győztes gólt szerzett a 90. percben, Andreas Isakssonnak a centerezett labdát nem sikerült védenie. Ezenkívül gólt szerzett még ebben az évben Hollandia és Moldova ellen Eb-selejtezőkön (mindkettő idegenben), illetve Izland ellen barátságos mérkőzésen. A csapat végül nem jutott ki a 2012-es Európa-bajnokságra.
2012-ben nem lépett pályára a nemzeti csapatban. 2013. február 6-án tért vissza, egy Fehéroroszország elleni felkészülési mérkőzésen. A találkozón kezdőként kapott szerepet és a szünetben cserélték le. Pintér Attila is számított a játékára, kapitánysága idején volt Rudolf utoljára válogatott, 2014. szeptember 7-én, az északírek elleni Eb-selejtező 70. percében lecserélték.
A játékost beválogató szövetségi kapitányok:
- Erwin Koeman (2008–10): 11/1
- Egervári Sándor (2010–13): 13/8
- Pintér Attila (2014): 4/1

## Visszavonulása után
Visszavonulását követően a Nyíregyházi Egyetem gazdasági és menedzsment szakán szerzett diplomát, és elvégezte a Magyar Labdarúgó-szövetség által szervezett sportigazgató-képzést is. Az M4 Sportnál televíziós szakértőként is dolgozott.

## Sikerei, díjai

### Klub
AS Nancy-Lorraine
- Francia ligakupa-győztes: 2006

 Debreceni VSC
- Magyar bajnok (2): 2008–2009, 2009–2010

Ezüstérmes: 2007–2008
- Magyar kupa-győztes (1): 2007–2008
- Magyar ligakupa-győztes (1): 2009–2010

Ezüstérmes: 2007–2008
- Magyar szuperkupa-győztes (1): 2009

### Egyéni
- A 2008–2009-es idény legjobb Magyarországon játszó magyar mezőnyjátékosa a HLSZ szavazásán
- Zilahi-díj: 2009

## Statisztika
| Klub           | Szezon   | Bajnokság | Bajnokság | Kupa | Kupa | Ligakupa | Ligakupa | Európa | Európa | Összesen | Összesen |
| Klub           | Szezon   | Mérk      | Gól       | Mérk | Gól  | Mérk     | Gól      | Mérk   | Gól    | Mérk     | Gól      |
| -------------- | -------- | --------- | --------- | ---- | ---- | -------- | -------- | ------ | ------ | -------- | -------- |
| Panathinaikósz | 2011-12  | 0         | 0         | -    | -    | -        | -        | -      | -      | 0        | 0        |
| AS Bari        | 2010–11  | 13        | 2         | -    | -    | —        | —        | –      | –      | 13       | 2        |
| Genoa CFC      | 2010–11  | 12        | 1         | 3    | 0    | —        | —        | –      | –      | 15       | 1        |
| Debreceni VSC  | 2009–10  | 13        | 7         | —    | —    | —        | —        | 10     | 3      | 23       | 10       |
| Debreceni VSC  | 2008–09  | 26        | 17        | —    | —    | —        | —        | 3      | 3      | 29       | 19       |
| Debreceni VSC  | 2007–08  | 13        | 2         | 3    | 3    | —        | —        | —      | —      | 16       | 6        |
| AS Nancy       | 2006–07  | 0         | 0         | —    | —    | —        | —        | —      | —      | 0        | 0        |
| AS Nancy       | 2005–06  | 5         | 0         | —    | —    | —        | —        | —      | —      | 5        | 0        |
| AS Nancy       | Összesen | 82        | 28        | 6    | 3    | —        | —        | 13     | 6      | 101      | 37       |

(A statisztikák 2011. július 21-e szerintiek.)

### Mérkőzései a válogatottban
| Magyarország | Magyarország         | Magyarország                      | Magyarország     | Magyarország | Magyarország   | Magyarország | Magyarország | Magyarország    |
| #            | Dátum                | Helyszín                          | Hazai            | Eredmény     | Vendég         | Kiírás       | Gólok        | Esemény         |
| ------------ | -------------------- | --------------------------------- | ---------------- | ------------ | -------------- | ------------ | ------------ | --------------- |
| 1.           | 2008. augusztus 20.  | Budapest, Puskás Ferenc Stadion   | Magyarország     | 3 – 3        | Montenegró     | barátságos   | -            | 69'             |
| 2.           | 2008. szeptember 6.  | Budapest, Puskás Ferenc Stadion   | Magyarország     | 0 – 0        | Dánia          | vb-selejtező | -            | 90+1'           |
| 3.           | 2008. szeptember 10. | Stockholm, Råsunda Stadion        | Svédország       | 2 – 1        | Magyarország   | vb-selejtező | 1            | 70' 90+3'       |
| 4.           | 2008. október 11.    | Budapest, Puskás Ferenc Stadion   | Magyarország     | 2 – 0        | Albánia        | vb-selejtező | -            | 90+1'           |
| 5.           | 2008. november 19.   | Belfast, Windsor Park             | Észak-Írország   | 0 – 2        | Magyarország   | barátságos   | -            |                 |
| 6.           | 2009. február 11.    | Ramat Gan, Ramat Gan Stadion      | Izrael           | 1 – 0        | Magyarország   | barátságos   | -            | 70'             |
| 7.           | 2009. március 28.    | Tirana, Qemal Stafa Stadion       | Albánia          | 0 – 1        | Magyarország   | vb-selejtező | -            |                 |
| 8.           | 2009. augusztus 12.  | Budapest, Puskás Ferenc Stadion   | Magyarország     | 0 – 1        | Románia        | barátságos   | -            | a szünetben     |
| 9.           | 2009. október 14.    | Koppenhága, Parken Stadion        | Dánia            | 0 – 1        | Magyarország   | vb-selejtező | -            | 87'             |
| 10.          | 2009. november 14.   | Gent, Jules Ottenstadion          | Belgium          | 3 – 0        | Magyarország   | barátságos   | -            | a szünetben     |
| 11.          | 2010. március 3.     | Győr, ETO Park                    | Magyarország     | 1 – 1        | Oroszország    | barátságos   | -            | 79'             |
| 12.          | 2010. augusztus 11.  | London, Wembley Stadion           | Anglia           | 2 – 1        | Magyarország   | barátságos   | -            | 49' 83'         |
| 13.          | 2010. szeptember 3.  | Stockholm, Råsunda Stadion        | Svédország       | 2 – 0        | Magyarország   | Eb-selejtező | -            | 82'             |
| 14.          | 2010. szeptember 7.  | Budapest, Szusza Ferenc Stadion   | Magyarország     | 2 – 1        | Moldova        | Eb-selejtező | 1            | 50' 64'         |
| 15.          | 2010. október 8.     | Budapest, Puskás Ferenc Stadion   | Magyarország     | 8 – 0        | San Marino     | Eb-selejtező | 2            | 10' 25'         |
| 16.          | 2010. október 12.    | Helsinki, Olimpiai Stadion        | Finnország       | 1 – 2        | Magyarország   | Eb-selejtező | -            | a szünetben     |
| 17.          | 2010. november 17.   | Székesfehérvár, Sóstói Stadion    | Magyarország     | 2 – 0        | Litvánia       | barátságos   | -            | a szünetben     |
| 18.          | 2011. február 9.     | Dubaj, al-Sabab Stadion (UAE)     | Azerbajdzsán     | 0 – 2        | Magyarország   | barátságos   | 1            | 37' a szünetben |
| 19.          | 2011. március 25.    | Budapest, Puskás Ferenc Stadion   | Magyarország     | 0 – 4        | Hollandia      | Eb-selejtező | -            |                 |
| 20.          | 2011. március 29.    | Amszterdam, Amsterdam ArenA       | Hollandia        | 5 – 3        | Magyarország   | Eb-selejtező | 1            | 46'             |
| 21.          | 2011. augusztus 10.  | Budapest, Puskás Ferenc Stadion   | Magyarország     | 4 – 0        | Izland         | barátságos   | 1            | 45'             |
| 22.          | 2011. szeptember 2.  | Budapest, Puskás Ferenc Stadion   | Magyarország     | 2 – 1        | Svédország     | Eb-selejtező | 1            | 90'             |
| 23.          | 2011. szeptember 6.  | Chișinău, Zimbru Stadion          | Moldova          | 0 – 2        | Magyarország   | Eb-selejtező | 1            | 83'             |
| 24.          | 2013. február 6.     | Belek, Bellis Sports Center (TUR) | Fehéroroszország | 1 – 1        | Magyarország   | barátságos   | -            | a szünetben     |
| 25.          | 2014. március 5.     | Győr, ETO Park                    | Magyarország     | 1 – 2        | Finnország     | barátságos   | 1            | 13' 82'         |
| 26.          | 2014. május 22.      | Debrecen, Nagyerdei stadion       | Magyarország     | 2 – 2        | Dánia          | barátságos   | -            | 67'             |
| 27.          | 2014. június 4.      | Budapest, Puskás Ferenc Stadion   | Magyarország     | 1 – 0        | Albánia        | barátságos   | -            | 69'             |
| 28.          | 2014. szeptember 7.  | Budapest, Groupama Aréna          | Magyarország     | 1 – 2        | Észak-Írország | Eb-selejtező | -            | 70'             |
|              | Összesen             |                                   |                  | 28           | mérkőzés       |              | 10           | gól             |